# Palais du Quirinal
Cet article concerne la résidence du président de la République italienne. Pour la colline dans la Rome antique, voir Quirinal.
Le palais du Quirinal (en italien : Palazzo del Quirinale) est un palais romain, qui se trouve sur la colline du Quirinal et qui fait face à la place du même nom, à Rome. Il est situé à l'intérieur du complexe de rues connu sous le nom de Trident. 
Résidence papale, elle est occupée par la famille royale italienne à partir de 1870 avant de devenir enfin la résidence officielle du président de la République italienne. Ce palais, l'un des plus vastes au monde, est l'un des symboles les plus éminents de l'État italien.
Construit à partir de 1574 à l'initiative du pape Grégoire XIII, le palais du Quirinal est l'un des bâtiments les plus prestigieux de la capitale italienne, tant du point de vue artistique que du point de vue politique. Plusieurs artistes, parmi les plus grands d'Italie voire d'Europe, ont contribué à sa construction ou à ses aménagements, comme Pietro da Cortona, Domenico Fontana, Ferdinando Fuga et Carlo Maderno. Actuellement, le palais abrite le plus grand fragment d'une fresque de l'artiste Melozzo da Forlì.
Paul V est le premier pontife prenant vraiment place au Quirinal, qui sera la résidence romaine de trente papes, de Grégoire XIII à Pie IX. Le palais est toutefois davantage utilisé par la papauté comme une résidence secondaire, son véritable siège étant le Palais apostolique.
En 1870, le palais devient une résidence royale après la prise de Rome et accueille, jusqu'en 1946, les quartiers de la famille royale d'Italie. Après l'instauration de la République italienne, le bâtiment est provisoirement réquisitionné pour accueillir les dignitaires étrangers invités par le nouveau régime, avant qu'il ne soit établi, à partir du 1er janvier 1948, comme la résidence officielle du président de la République italienne.
Couvrant une superficie de 110 500 m2, le palais du Quirinal est l'un des plus grands palais d'Europe ; il est, en outre, l'une des plus grandes résidences de chef d'État au monde.
L'actuel hôte du Quirinal est Sergio Mattarella, président de la République italienne depuis le 3 février 2015.

## Histoire
En 1574, le pape Grégoire XIII fait débuter la construction d'une résidence d'été, dans un lieu considéré comme plus salubre que le Latran ; durant cette époque, le Vatican est une zone marécageuse qui déplaît aussi bien au pontife qu'à son entourage. La tâche est alors confiée à l'architecte Ottaviano Mascherino, originaire de Bologne, qui achève les premiers travaux en 1585. La mort du pape, la même année, empêche l'artiste de lancer un second projet qui prévoyait l'agrandissement de la nouvelle demeure papale afin d'en faire un grand palais digne d'accueillir le chef de l'Église catholique.
L'édifice construit par Mascherino est encore reconnaissable dans la partie nord de la cour d'honneur, caractérisée par une façade à double loggia et surmontée par une tour panoramique connue aujourd'hui sous le nom de torrino.
L'édifice de Mascherino a été érigé sur un terrain qui appartenait à la famille Carafa et loué à Luigi d'Este, auquel il semble que le pape aurait voulu laisser le petit palais. Le pape Sixte V en 1587 fait donc racheter le terrain par la Chambre apostolique et intervient à l'issue de la vente pour agrandir la résidence en faisant appel à Domenico Fontana.
Le pape Paul V confie les travaux d'agrandissement à Flaminio Ponzio qui réalise l'aile donnant sur le jardin, la salle du Consistoire, aujourd'hui le Salon des Fêtes et la Cappella dell'Annunziata, décorée entre 1609 et 1612 par Guido Reni avec la collaboration de Giovanni Lanfranco, Francesco Albani, Antonio Carracci et Tommaso Campana.
Après la mort de Ponzio en 1613, les travaux d'agrandissement sont poursuivis par Carlo Maderno, auteur de l'aile donnant sur la via del Quirinale, où il réalise la cappella Paolina, les appartements pontificaux et la Sala Regia, dite aujourd'hui des Corazzieri.
Cette salle est décorée par une frise peinte, œuvre du peintre Agostino Tassi, auteur du projet et responsable du chantier de la paroi sud, tandis que les trois autres parois sont confiées à Carlo Saraceni et Giovanni Lanfranco. Lo Spadarino, Fra Paolo Novelli, de même que, selon Roberto Longhi, Marcantonio Bassetti, Pasquale Ottino et Alessandro Turchi dit l'Orbetto, contribuent également à cette entreprise, de manière moins importante.

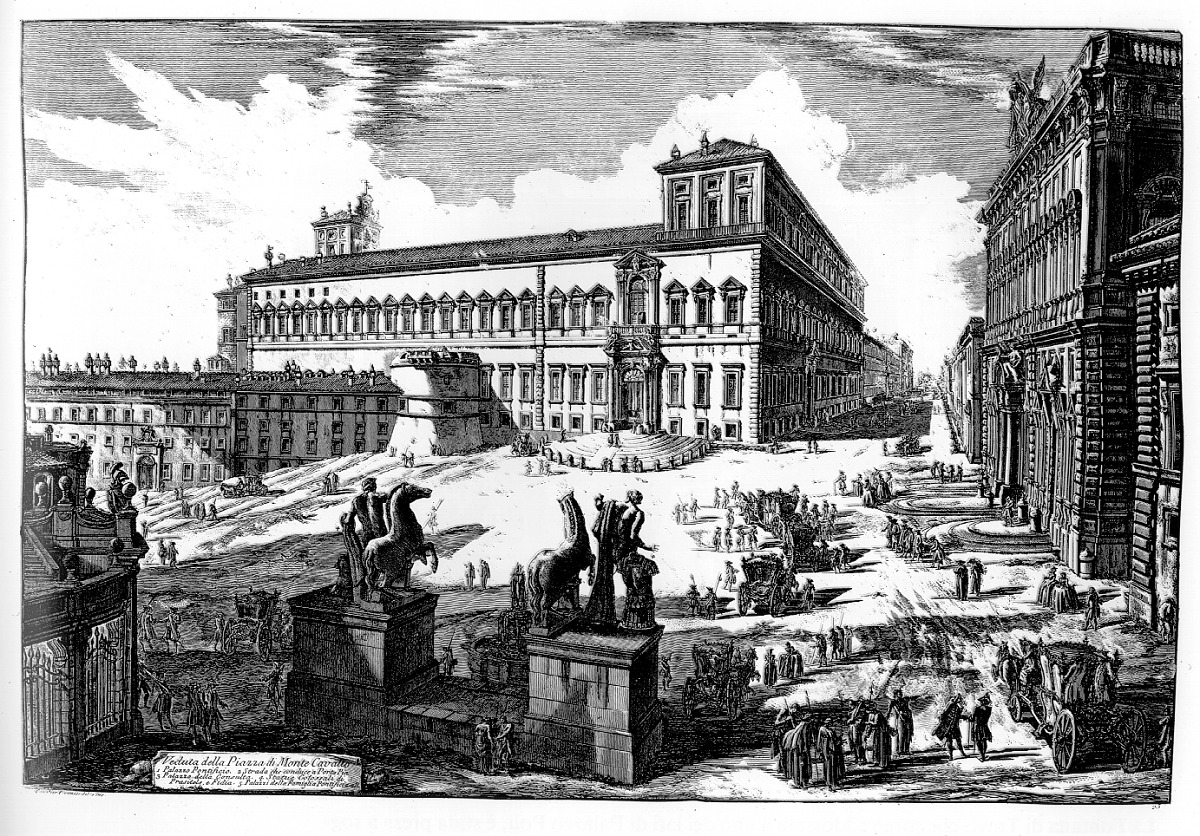
Le palais du Quirinal (La Place de Monte Cavallo, gravure de Giovanni Battista Piranesi, 1773).

Gian Lorenzo Bernini sous le pape Alexandre VII dessine le bâtiment dit de la Manica Lunga, en réalisant la première partie de 1657 à 1659.
La construction est ensuite poursuivie entre 1722 et 1724 par Alessandro Specchi pour le pape Innocent XIII et achevée par Ferdinando Fuga entre 1730 et 1732 pour Clément XII. Après la fermeture de la Manica Lunga, Ferdinando Fuga modifia le pavillon du comte de Cantalmaggio, du XVIIe siècle, en le transformant en Palazzina del Segretario delle Cifre, connue aujourd'hui comme la Palazzina del Fuga.
L’escalier d'honneur est dominé par une fresque de Melozzo da Forlì, un Christ en gloire, qui faisait à l'origine partie de la décoration absidiale de la basilique des Saints-Apôtres, également à Rome, celle-là même d'où proviennent les très célèbres Anges musiciens de Melozzo, aujourd'hui conservés dans les musées du Vatican.
La fresque est située au-dessus du premier palier, sur le mur du côté de la cour d'honneur, de manière à être plus visible lorsqu'on quitte le palais que lorsqu'on y entre : l'effet recherché était de rappeler une dernière fois au visiteur sur le départ qu'il avait reçu la bénédiction papale, et donc faisait fonction de congé bienveillant. Une plaque en latin, enfin, fixée sous la fresque, rappelle le rôle principal de Melozzo dans la perspective et l’intention du pape Clément XI Albani de sauvegarder le chef d’œuvre que l’artiste avait conçu pour la basilique des Saints-Apôtres qui devait être restaurée et re-décorée (1711). 
Les jardins ont été conçus par Maderno.

## Les hôtes du Quirinal

### Le Quirinal, palais papal puis royal

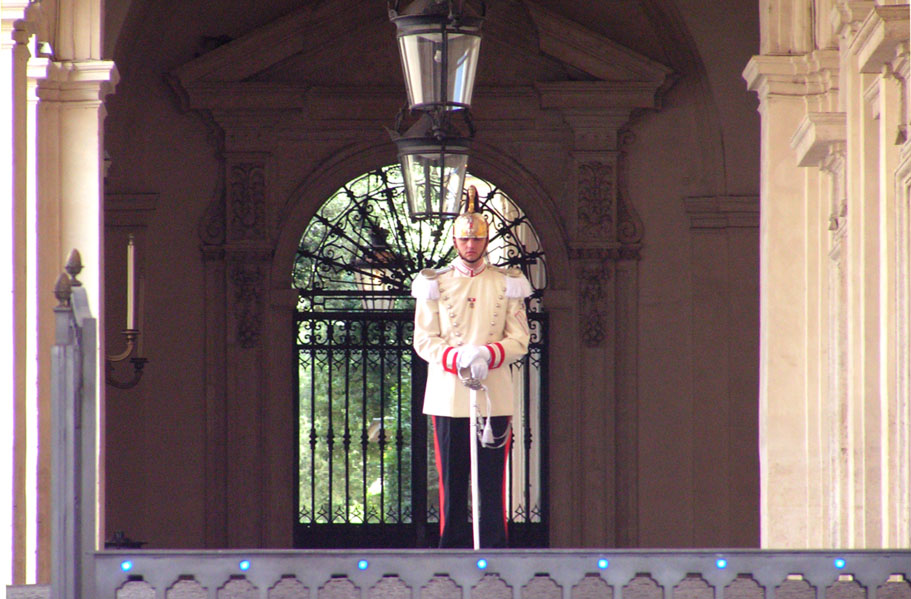
Un garde républicain en faction devant l'entrée du palais.

Le palais fut d'abord, avec le palais apostolique, la résidence des papes. Puis, lors de l'annexion des États pontificaux en 1809 par la France sous le Premier Empire, Napoléon Ier le fait aménager puis rebaptiser palais de Monte-Cavallo pour en faire son palais impérial dans la ville. Il prévoit de l'aménager avec de nombreux meubles venus de Paris mais, fabriqués en 1813-1814, ces meubles ne sont pour la plupart jamais envoyés à Rome et sont ventilés par le Garde-meuble, vers 1816, dans les palais impériaux redevenus royaux, situés dans et autour de Paris[réf. nécessaire].
Le pape retrouva sa résidence à la chute du Premier Empire et Pie VII fut le dernier à l'occuper de manière permanente. Léon XII, son successeur, choisit de vivre au Vatican. Pie VIII, Grégoire XVI et Pie IX alternèrent entre le Quirinal et le palais apostolique du Vatican. Sous le pontificat de Pie IX en 1870, année où Rome fut annexée au royaume d'Italie après l'entrée des troupes italiennes dans la ville, le 20 septembre 1870, le pape quitta définitivement le Quirinal et se retira derrière les murs du palais apostolique, où il s'y considéra comme prisonnier.
Le Quirinal devint ainsi la résidence des rois d'Italie jusqu'en 1946. Cependant, le pape Pie XII le visita en 1940.
Après la proclamation de la République, le chef provisoire de l'État italien, Enrico De Nicola, ne résida pas au Quirinal, mais s'installa au palais Giustiniani, actuelle résidence du Président du Sénat.
Néanmoins, le Quirinal n'est devenu le siège officiel de la présidence de la République que le 1er janvier 1948.

### Le Quirinal, palais présidentiel
Le premier président à s'y installer fut donc Luigi Einaudi, imité par ses successeurs Antonio Segni, Giuseppe Saragat et Giovanni Leone, tous avec leurs familles respectives.
Giovanni Gronchi, Sandro Pertini et Francesco Cossiga au contraire ont utilisé le Quirinal comme bureau et comme lieu de représentation, mais n'y séjournèrent jamais.
Oscar Luigi Scalfaro s'y est installé au milieu de son mandat, imité par ses trois successeurs, Carlo Azeglio Ciampi, Giorgio Napolitano et Sergio Mattarella.
Aujourd'hui, le palais accueille les bureaux et les appartements du chef de l'État, tandis que dans l'aile située le long de la via XX Settembre (surnommée Manica Lunga), des appartements ont été spécialement aménagés, décorés et meublés afin de recevoir les monarques et chefs d'État étrangers.

Dans le palais du Quirinal, se trouvent diverses collections, parmi lesquelles : des tapisseries, des tableaux, des statues, des vieux carrosses, des horloges, des meubles, des porcelaines.

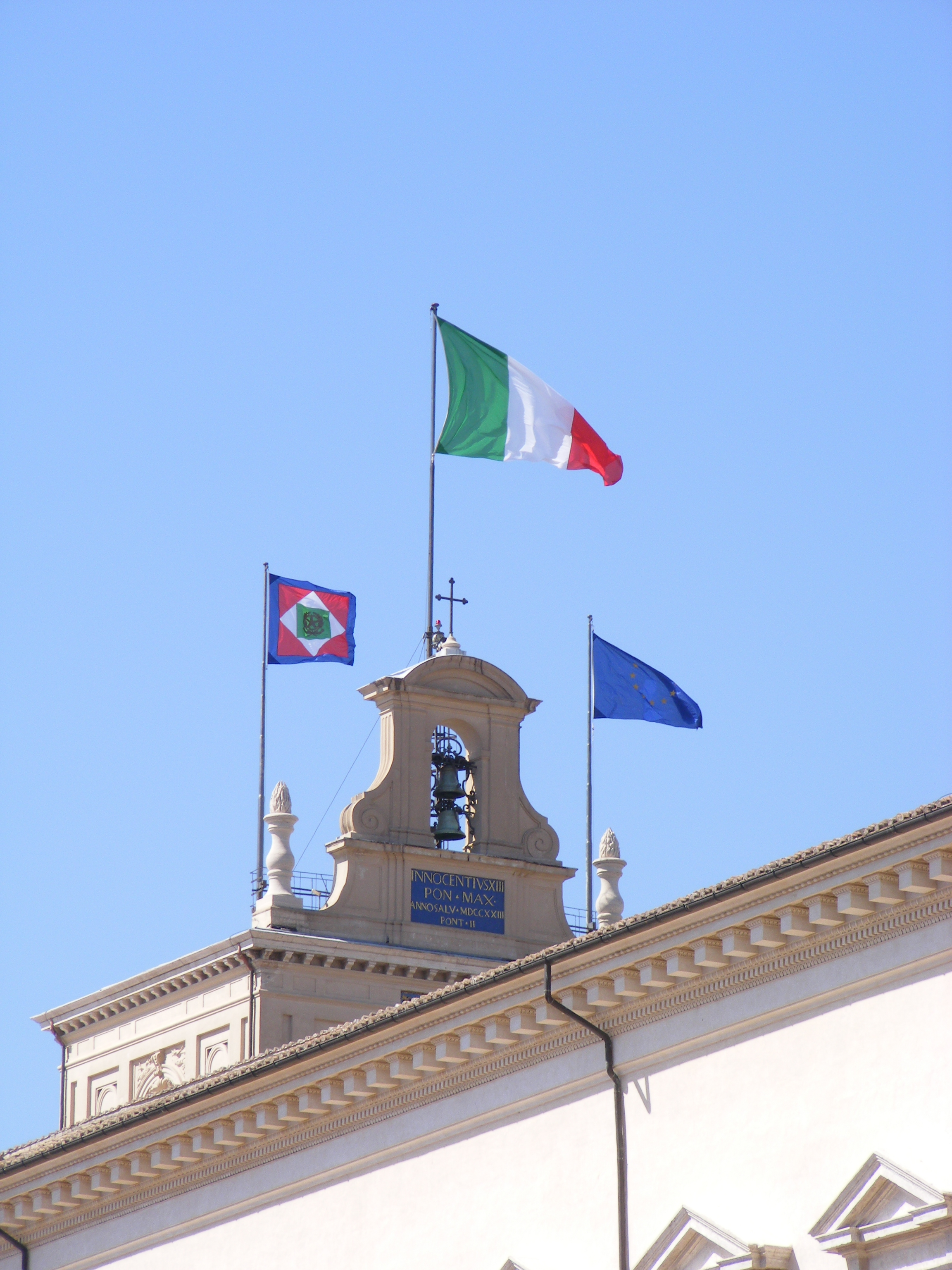
Drapeaux sur le sommet du palais.
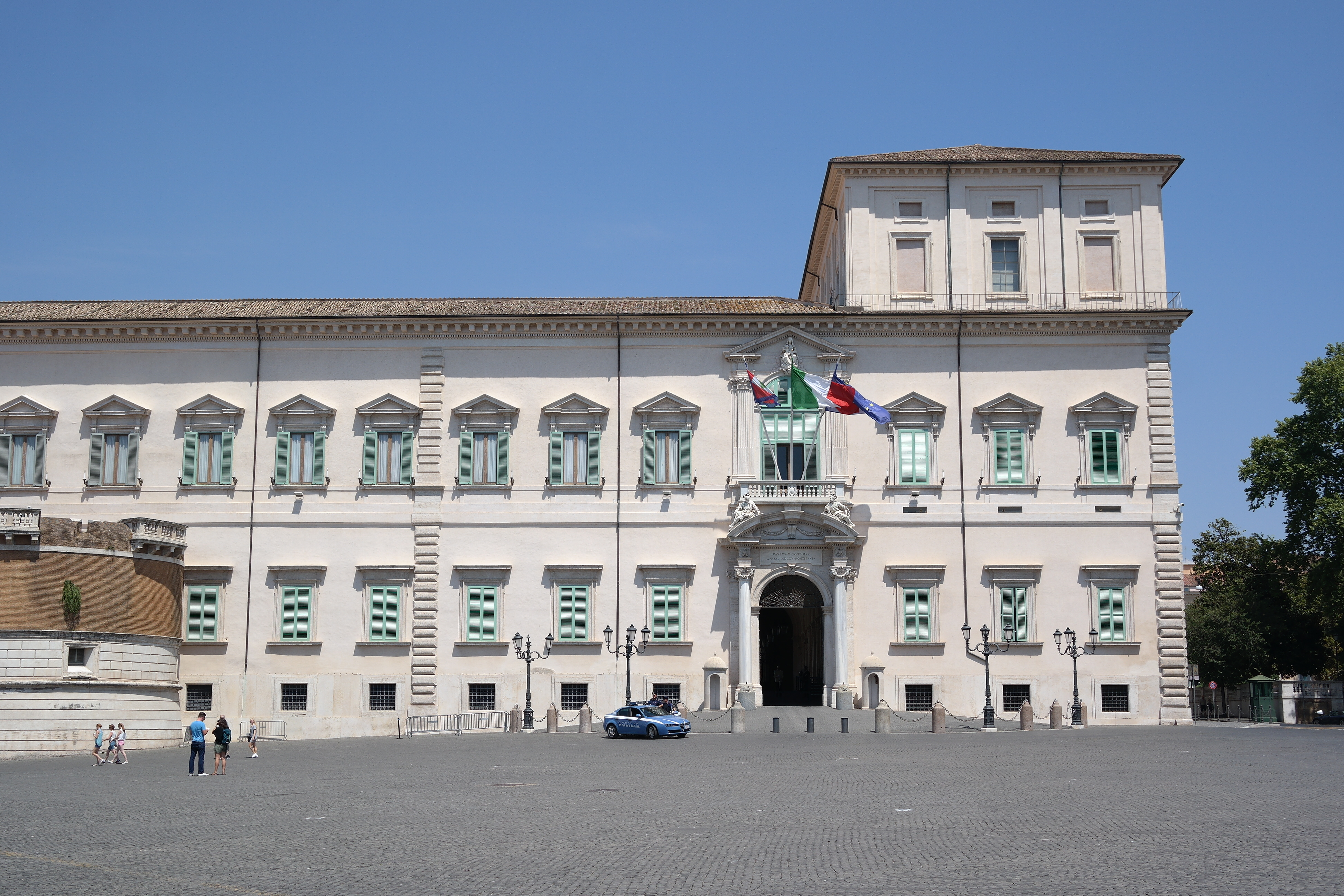
Le palais depuis la place du Quirinal.
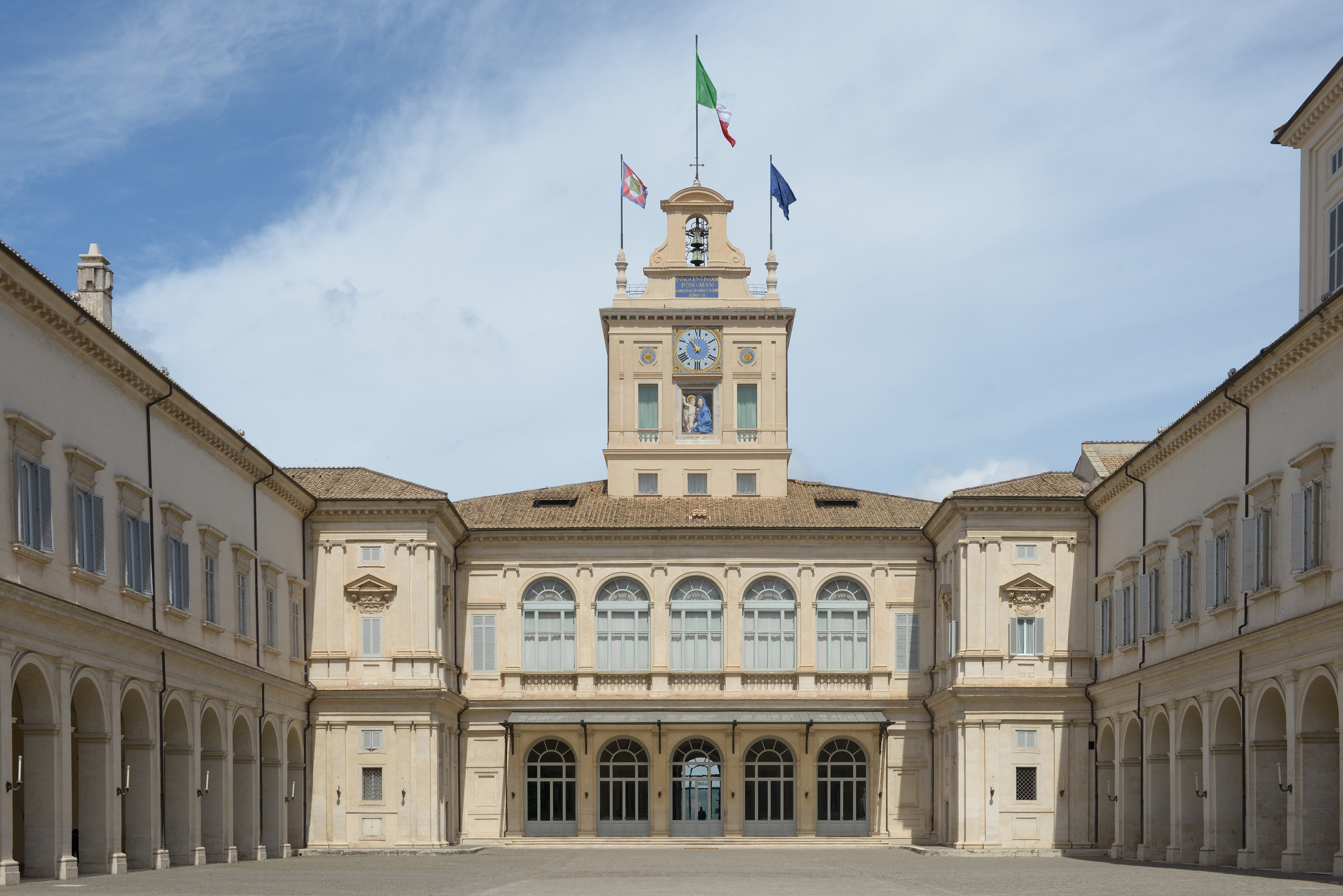
La cour intérieure.
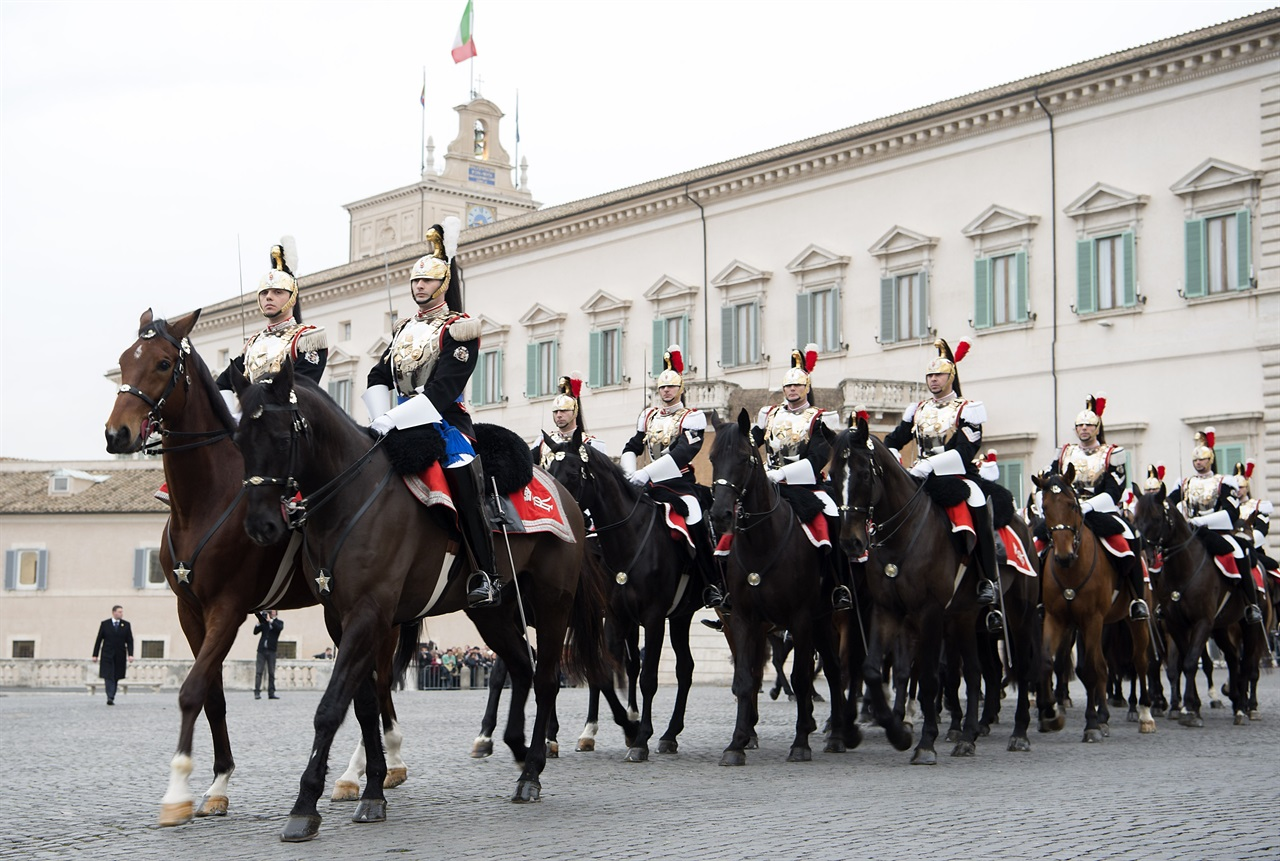
Relève de la Garde.
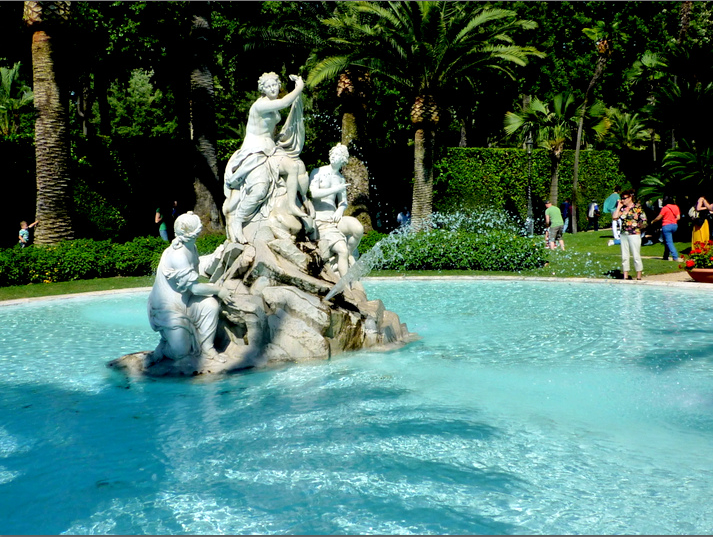
Les jardins du Quirinal.
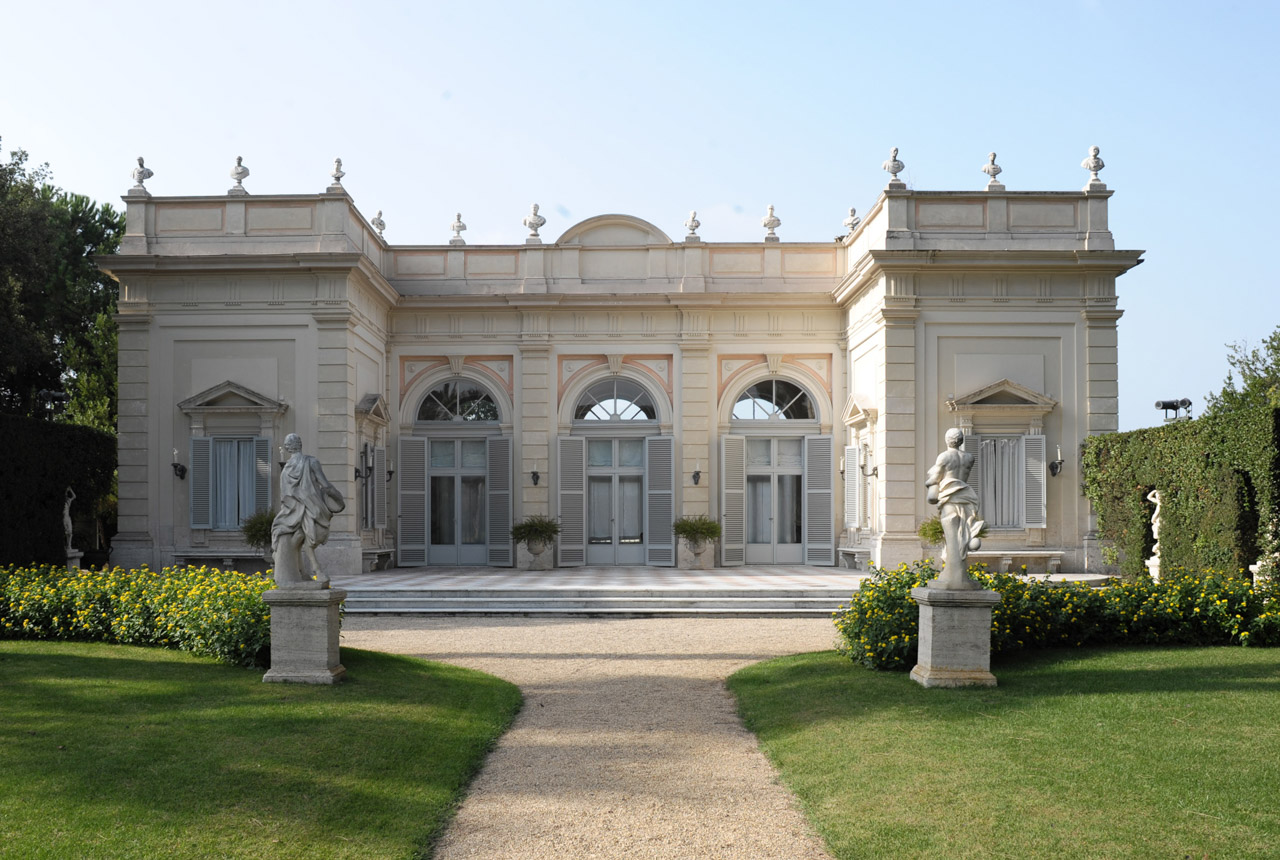
Pavillon dans les jardins.
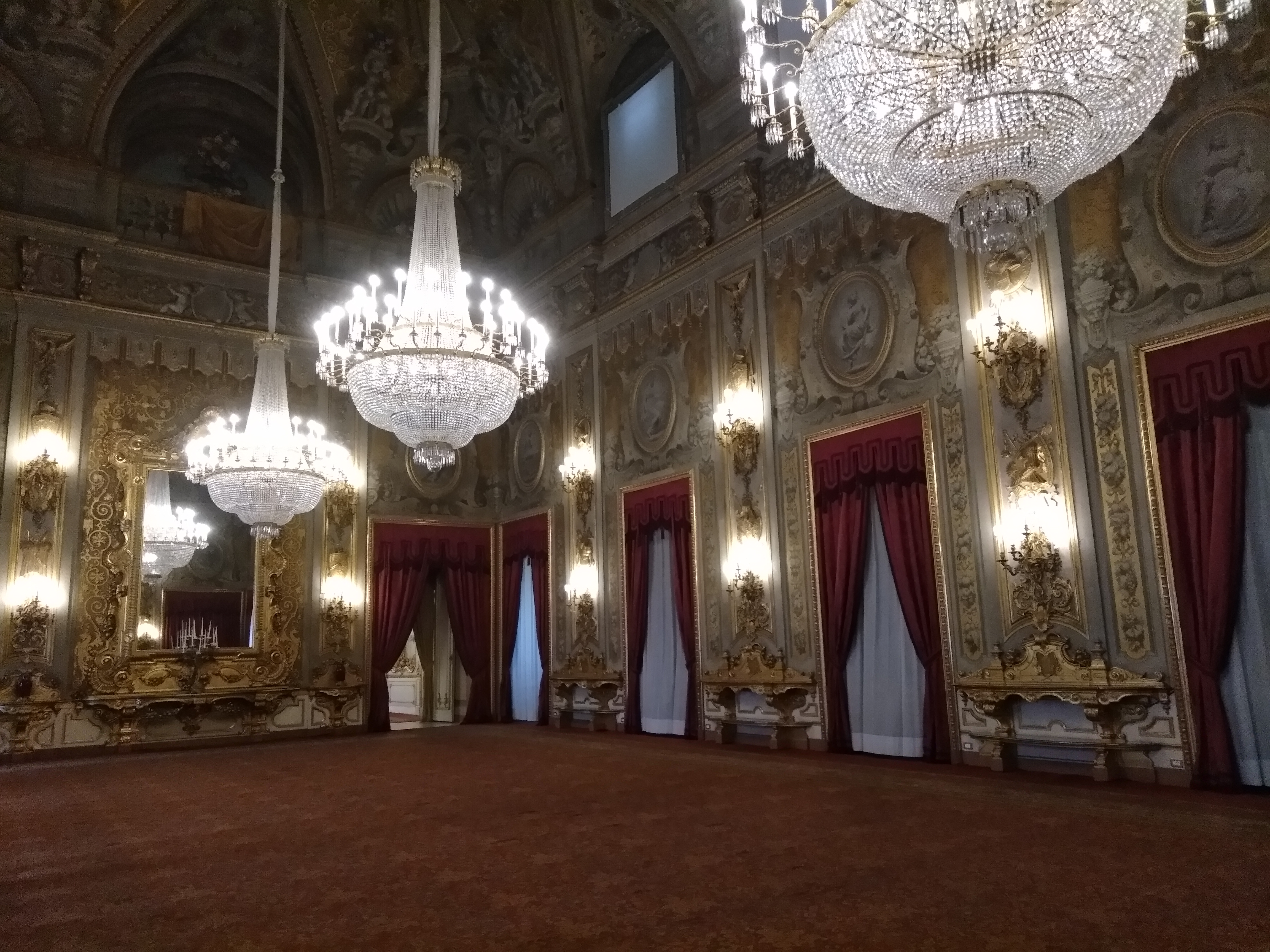
Quirinal, Salle de bal.

## Architecture

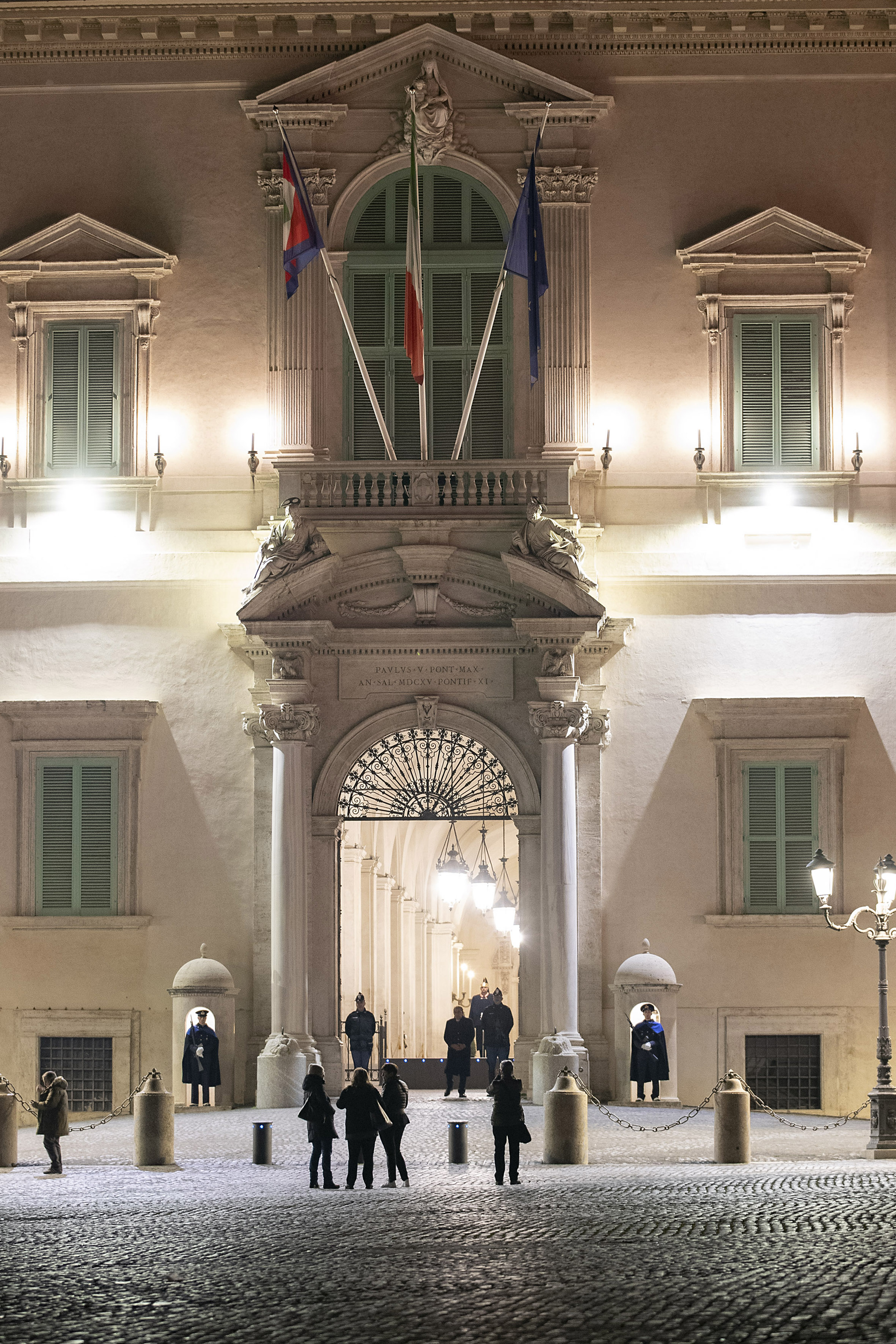
La Loggia des bénédictions.

Le bâtiment principal, construit autour de la majestueuse cour d'honneur, comporte les plus belles salles qui servent pour les réceptions du président de la République. Les bureaux et les appartements du chef de l'État sont situés dans l'aile dite Manica Lunga (« manche longue »), longeant la Via del Quirinale : ce bâtiment comprend également les appartements impériaux, qui ont été organisés, décorés et meublés spécialement pour deux visites de l'empereur Guillaume II (en 1888 et 1893), maintenant utilisés pour loger des souverains et chefs d'État étrangers en visite.
Le palais, dans sa totalité, a 1 200 pièces.

### Chapelle Pauline

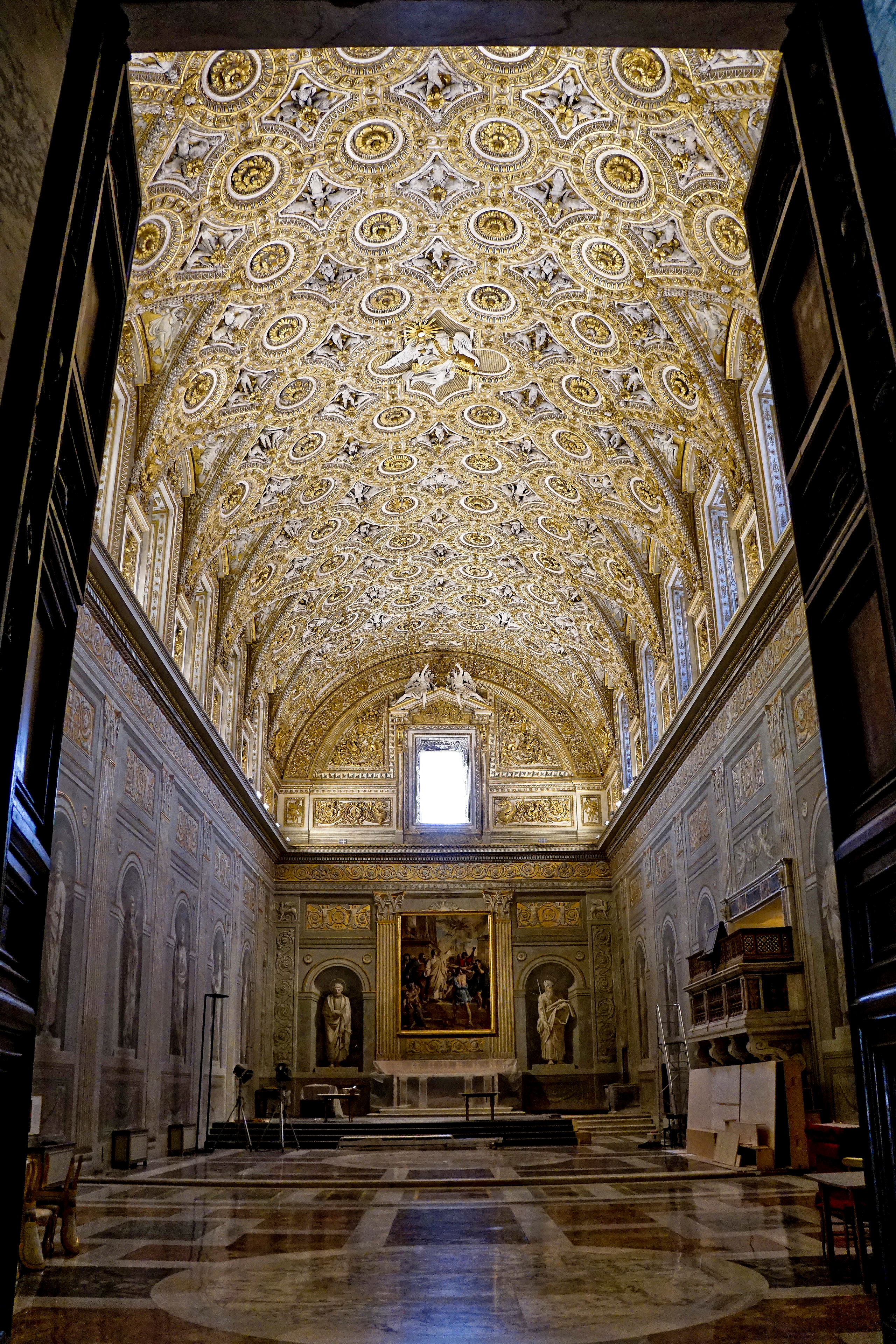
Chapelle Pauline.

Les dimensions de cette chapelle commandée par Paul V, d'où son nom, sont les mêmes que celle de la chapelle Sixtine au Vatican, identiques à celles du temple de Salomon (soit 40,92 mètres de long sur 13,41 mètres de large et 20,69 mètres de haut), en application de la théologie du successionisme (en). Elle a accueilli au XIXe siècle quatre conclaves, en 1823, 1829, 1830 et 1846, dont le résultat du vote est pour la première fois annoncé par une fumée noire (vote non concluant) ou blanche, ce vote concluant servant de signal au corps de garde qui tirait alors des salves pour avertir la population de Rome de l'élection du nouveau pape. La tradition veut que toutes les ouvertures soient murées, un maçon cassant les briques bouchant la fenêtre de la loggia des bénédictions de la salle du balcon au-dessus de la porte principale du palais pour annoncer l'Habemus papam.
La voûte réalisée par Martino Ferabosco (en) en 1616 est décorée de stuc et de dorures. En 1818, le pape Pie VII fait décorer les murs, divisés horizontalement par des entablements et verticalement par des lésènes, avec des fresques monochromes et des niches accueillant les figures des apôtres et des évangélistes. L'autel est orné d'une tapisserie française du XIXe siècle représentant le dernier sermon de saint Étienne.
Dans cette chapelle a été célébrée en 1930, le mariage d'Humbert II et Marie-José de Belgique. Aujourd'hui, la messe de Noël et de Pâques est célébrée en présence du président de la République italienne.

### Collections
Le palais abrite plusieurs collections artistiques, parmi lesquelles 261 tapisseries inestimables des principaux fabricants (Tapisserie médicéenne dans la Salle du Bronzino) et centres de production entre le XVIe et le XIXe siècle, des porcelaines dont 38 000 pièces occidentales (équivalentes à celles des principales collections mondiales), 105 carrosses, 205 horloges et pendules, des peintures, des statues, des meubles, dont beaucoup sont arrivés ici en provenance d’autres résidences italiennes. On y trouve également, en plus des fresques et des peintures, 56 000 œuvres d'art, dont 20 000 pièces d'argenterie, 7 000 objets en argent blanc, 2 400 en vermeil (variété d'argent doré), 9 000 objets en métal argenté et plus de 9 000 pièces en divers métaux, notamment en bronze. On y trouve également une collection de lustres en verre de Murano (réalisés depuis les dernières années du XVIIIe siècle par des verreries historiques, dont le lustre en hauteur de style « Rezzonico » d'une hauteur record de 6 mètres avec un diamètre de 4 mètres et 320 lumières) et en cristal.

## Jardins
Les jardins du Quirinal, réputés pour leur position privilégiée qui en fait comme une «île»  élevée au-dessus de Rome, ont été modifiés au fil des siècles en fonction des goûts et des besoins de la cour pontificale.
L’agencement actuel intègre le jardin «formel» du XVIIe siècle qui surplombe le noyau originel du bâtiment avec le jardin «romantique» de la seconde moitié du XVIIIe siècle, en préservant de cette époque l’élégant Coffee House du Quirinal construit par Ferdinando Fuga comme pièce de réception du pape Benoît XIV.
À l'intérieur des jardins du Quirinal se trouve le célèbre orgue hydraulique construit entre 1997 et 1999 par Barthélemy Formentelli sur la base des caractéristiques de l'orgue précédent du XIXe siècle. L'orgue est alimenté par une cascade avec un saut de 18 mètres et possède une transmission entièrement mécanique, avec un seul clavier de 41 notes.
Les jardins ont presque 500 ans et sont plus vieux que ceux de Versailles. Leur superficie est de 40 000 m2, dont 11 000 m2 de prairies, des allées de gravier, des arbres centenaires comme un platane géant de plus de 40 mètres de hauteur âgé de 400 ans. Il y a des haies de 3,5 kilomètres de long « à l'italienne », c'est-à-dire avec la partie inférieure de buis et la plus haute, sur le mur, de laurier.
On trouve des fontaines d'époques et de styles très différents, comme la Fontaine des Baigneurs provenant du Palais Royal de Caserte.
Sous les jardins, à travers une trappe, il est possible d’accéder aux fouilles archéologiques qui ont permis de découvrir ce qui restait du temple original du dieu Quirinus et quelques insulae de l’époque impériale.

Les jardins du Quirinal sont ouverts au public le 2 juin de chaque année, jour de la Fête nationale, à cette occasion près de 20 000 personnes se promènent dans ses allées.

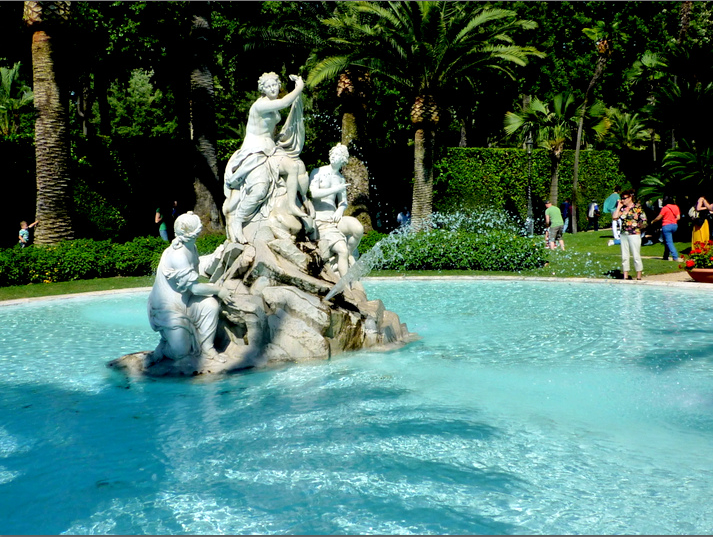
Fontaine.
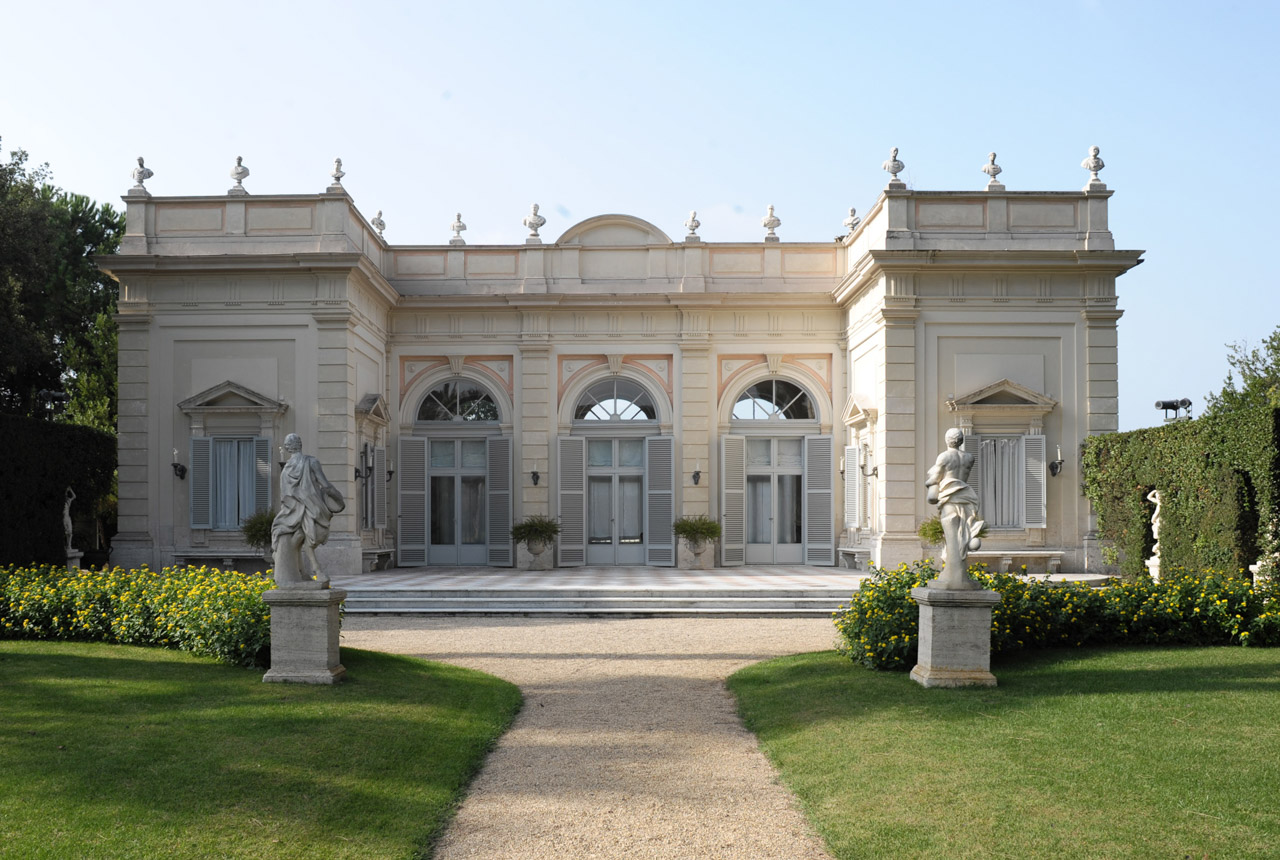
Coffee House.
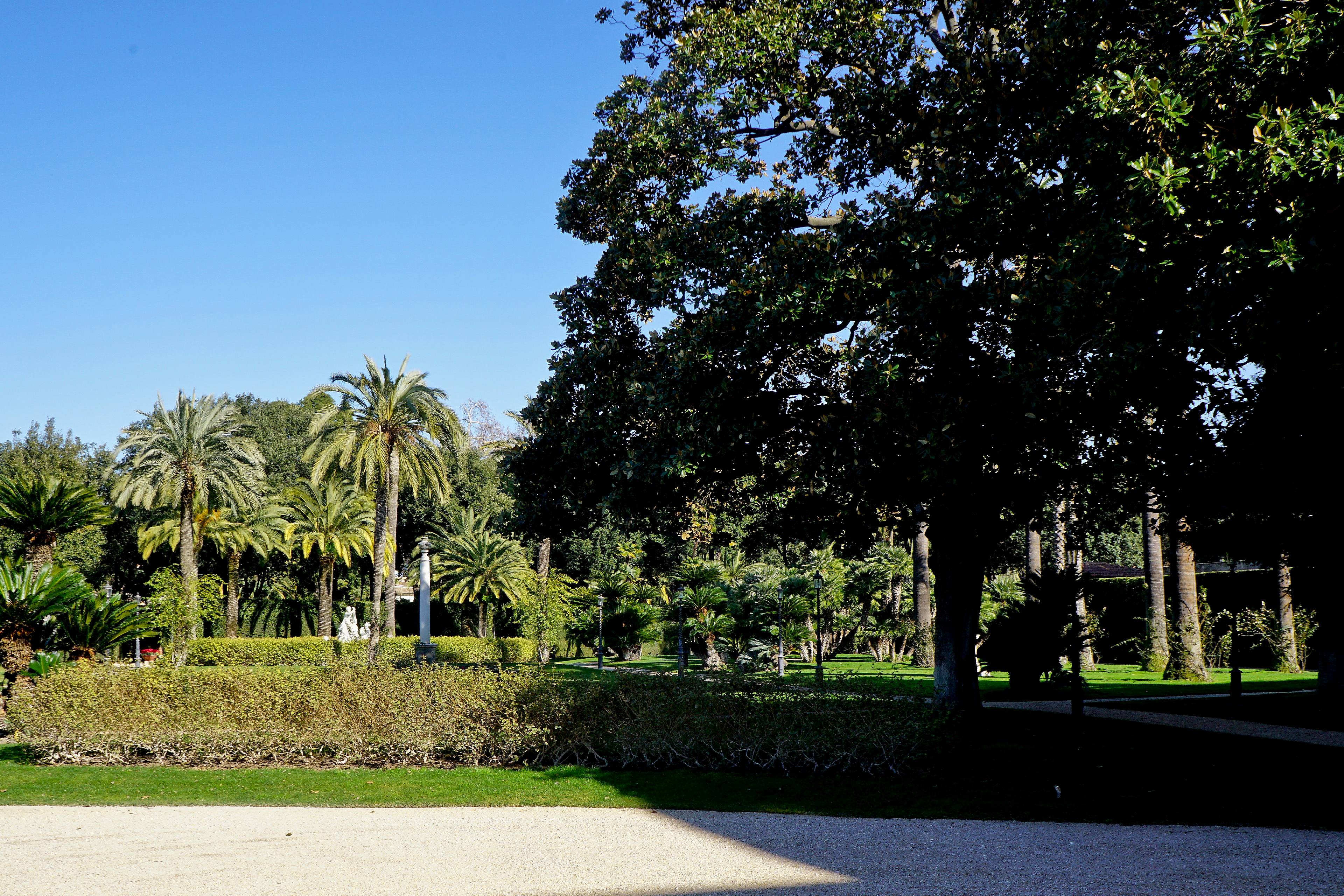
Végétation.
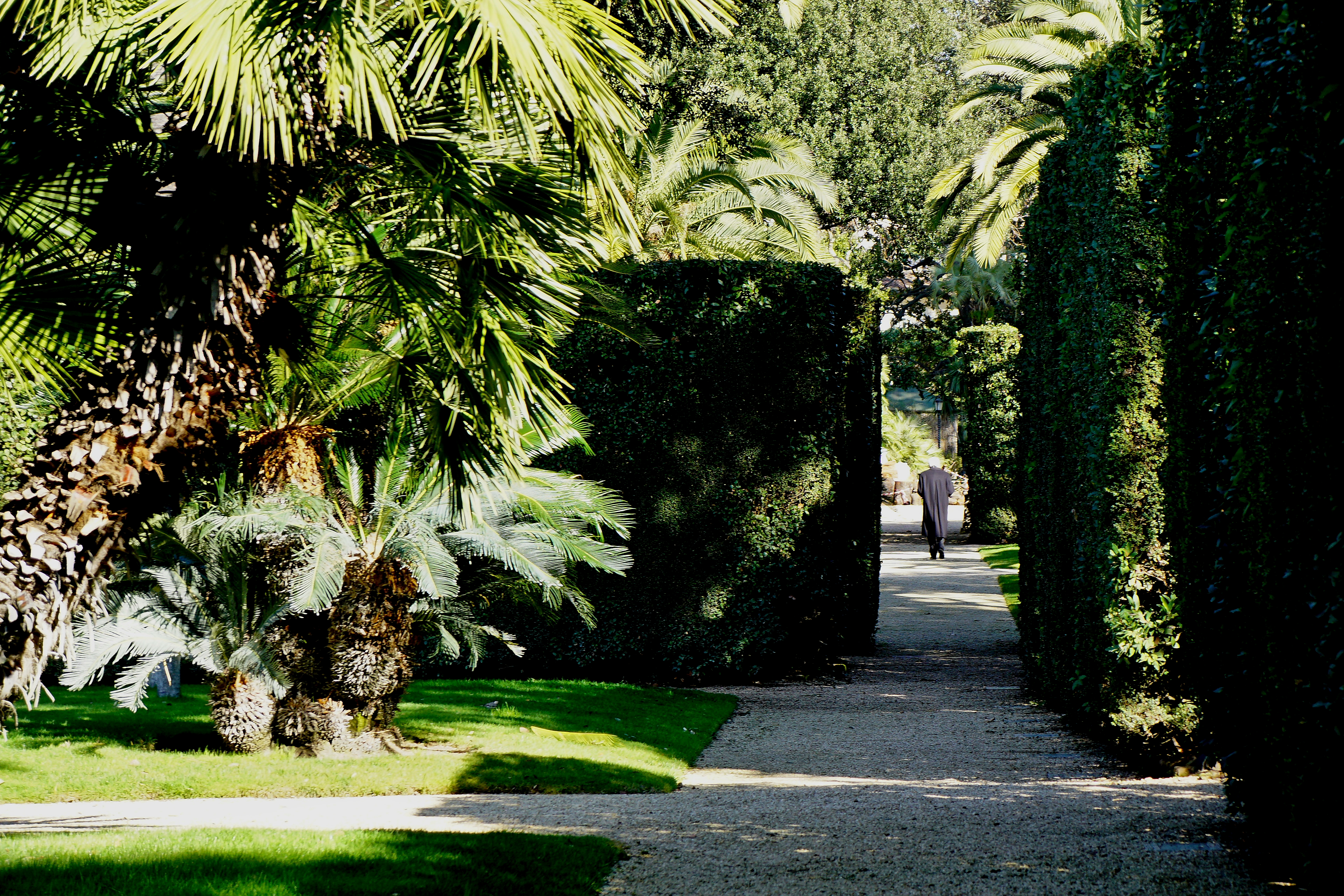
Allées.
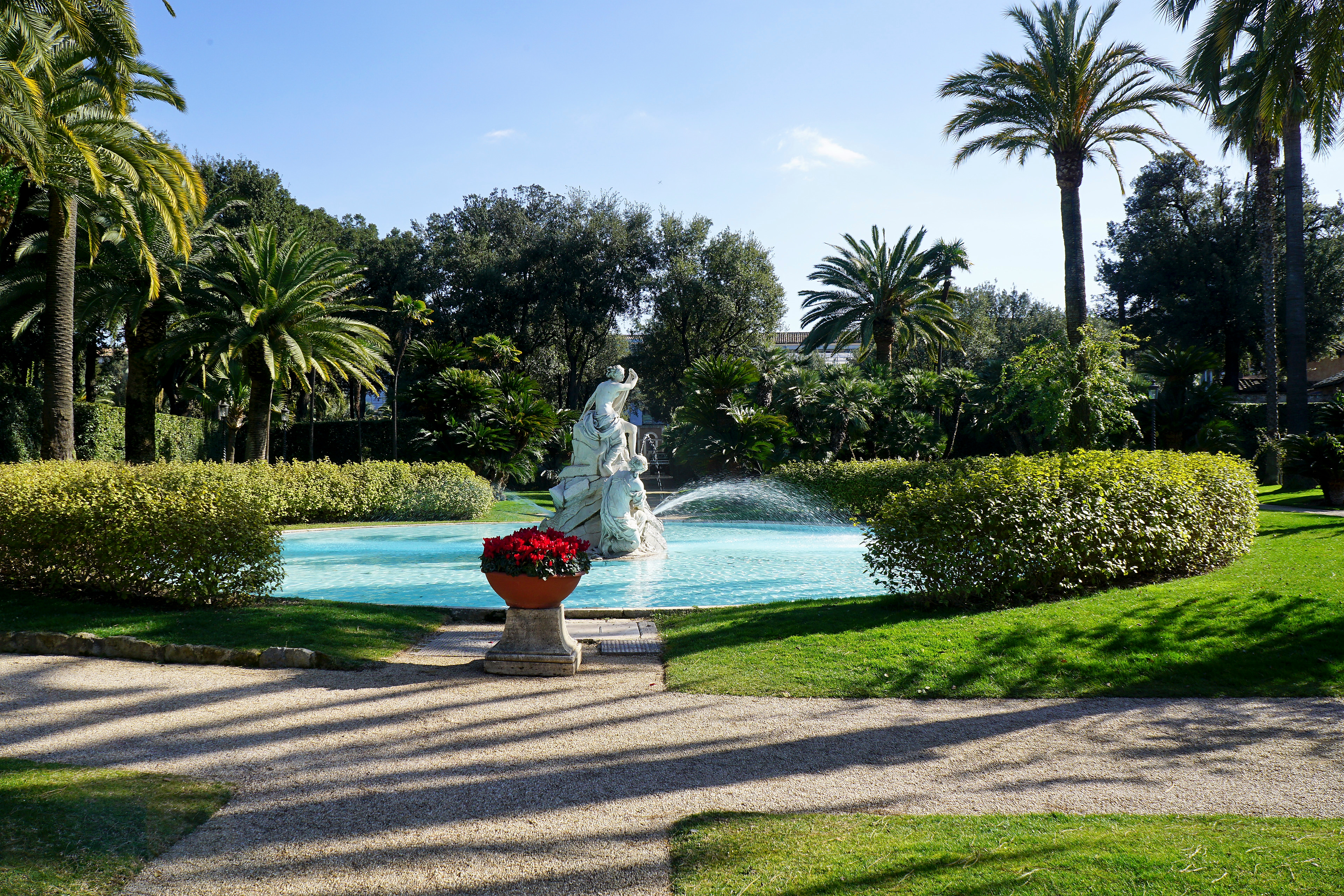
Bassin.

## Numismatique
Le palais du Quirinal est représenté, avec l'obélisque du Quirinal, sur la pièce de 500 lires de 1982 à 2001.